# Melgar de Abajo
Melgar de Abajo es un municipio y localidad española de la provincia de Valladolid, en la comunidad autónoma de Castilla y León. El municipio cuenta con una población de 114 habitantes (INE 2024).
El municipio tiene dos iglesias, la iglesia de El Salvador (restaurada en 2010) y la iglesia mudéjar de San Juan. También tienen un interés particular los palomares que rodean al municipio, que son típicos de la comarca.
Por Melgar de Abajo pasa el río Cea, del que se abastece de agua el pueblo.

## Historia

### sigloXIX
Así se describe a Melgar de Abajo en la página 357 del tomo XI del Diccionario geográfico-estadístico-histórico de España y sus posesiones de Ultramar, obra impulsada por Pascual Madoz a mediados del siglo XIX:

MELGAR DE ABAJO

Villa con ayuntamiento en la provincia, audiencia territorial y capitanía general de Valladolid (14 leguas), partido judicial de Villalón (3), diócesis de León (9).
Situada sobre una cuesta bastante elevada, a la margen izquierda del río Cea, le baten con más frecuencia los vientos de E y O; su clima es destemplado y las enfermedades más comunes fiebres intermitentes.
Tiene 90 casas, la consistorial, escuela de instrucción primaria frecuentada por 30 alumnos de ambos sexos, a cargo de un maestro dotado con 1.100 reales; 2 iglesias parroquiales (El Salvador y San Juan) servidas por un mismo párroco; fuera de la población hay una fuente de buen agua que provee a las necesidades del vecindario.
Término: confina N Melgar de Arriba; E Santervás de Campos; S Vega de Monasterio, y O Juarilla y Valdespino; dentro de él hay una ermita (Nuestra Señora del Castillo), situada en un promontorio, contigua al sitio donde existió una fortaleza, de la que no se conservan más que ruinas y algunos cimientos.
El terreno fertilizado por el río Cea, participa de quebrado y llano, y en lo general es de buena calidad.
Caminos: los locales y el que desde las montañas de León conduce a Zamora, todos en mal estado. Correo: se recibe y despacha en la administración de Sahagún, por un propio que manda el ayuntamiento.
Producciones: trigo, centeno, cebada, garbanzos, muelas, guisantes, lentejas, yeros, hortalizas y buenos pastos, con los que se cría ganado lanar, vacuno, mular y caballar; caza de perdices, liebres, patos, gansos y en su tiempo, codornices; en el Cea se pescan barbos, anguilas y alguna trucha.
Industria: la agrícola, la panadería y arriería y 3 molinos harineros con 3 muelas cada uno.
Comercio: exportación del sobrante de frutos, ganados y lana, e importación de los artículos de consumo que faltan y de varios géneros de tráfico, como legumbres y frutas secas.
Población: 72 vecinos, 250 almas.

Capital productivo: 675.952 reales. Imponible: 69.382 reales. Contribución: 13.061 reales 21 maravedíes. Presupuesto municipal: 1.300 reales, se cubre con los productos de propios y ramos arrendables.

## Demografía
Cuenta con una población de 114 habitantes (INE 2024).
| Gráfica de evolución demográfica de Melgar de Abajo entre 1842 y 2021                                                 |
| |
| Población de derecho según los censos de población del INE. Población de hecho según los censos de población del INE. |

## Economía
Se trata de un territorio principalmente deforestado, en el que predomina el cultivo de cereal y viñedo.
Por su territorio circula el río Cea, que permite también el cultivo de huertas, regadío y otros ingresos derivados de la venta de la madera procedente de los árboles de ribera, y más concretamente del cultivo de chopo.
Existen también dos bodegas y una fábrica de embutidos, tradicionales de Melgar de Abajo.

## Administración y política

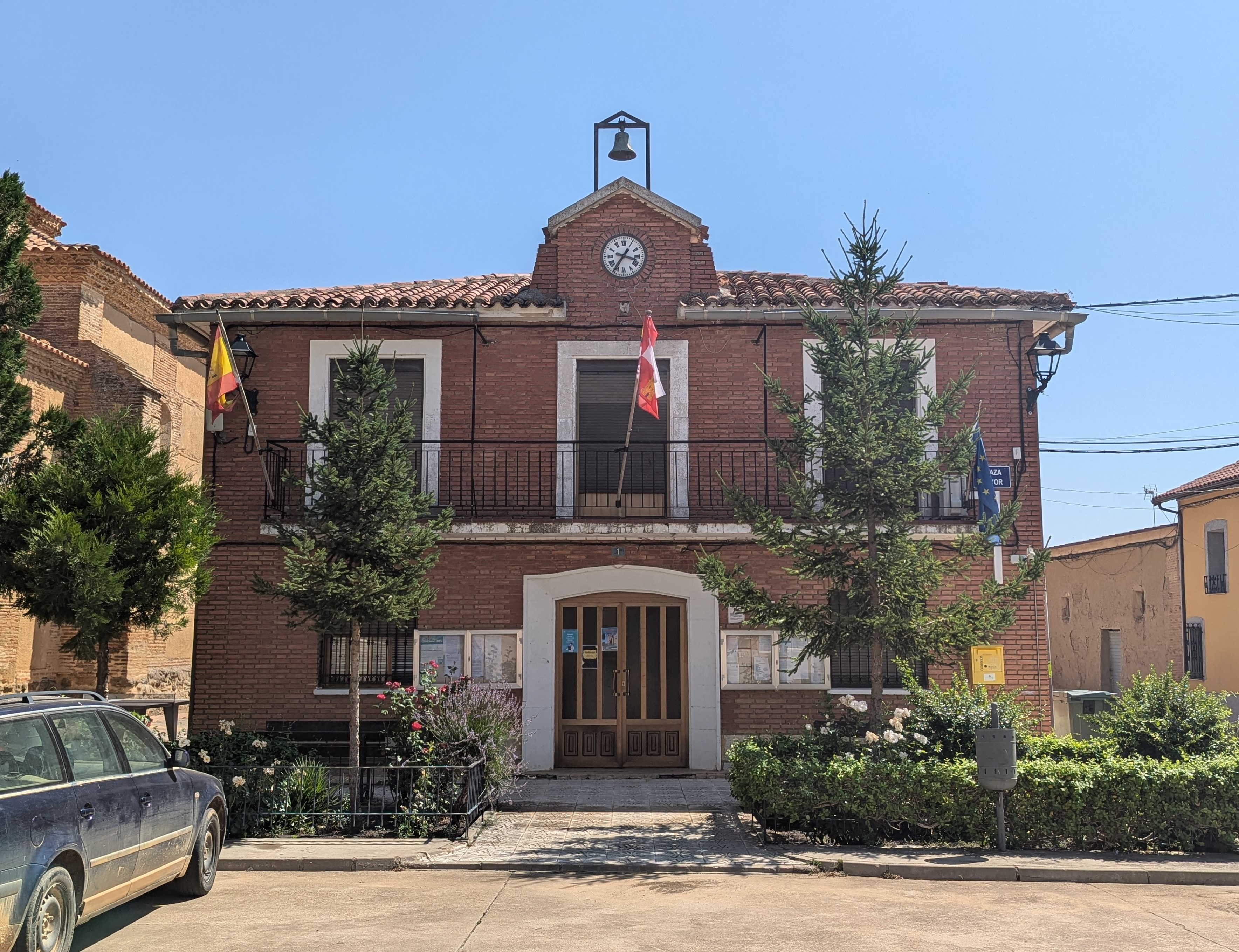
Casa consistorial

Actual distribución del Ayuntamiento
| Partido Popular (PP)                     | 3 |
| Jóvenes por Melgar (JPM)                 | 1 |
| Partido Socialista Obrero Español (PSOE) | 1 |

Histórico de alcaldes
| 1991 - 1995        | Mariano Martínez Borge (PSOE)           |
| 1995 - 1999        | Manuel Raposo                           |
| 1999 - 2003        | María Luz Santos Franco (PP)            |
| 2003 - 2007        | Fabián Zacarías Rodríguez Argüello (PP) |
| 2007 - 2011        | Fabián Zacarías Rodríguez Argüello (PP) |
| 2011 - 2015        | Ángel Calvo Crespo (PP)                 |
| 2015 - 2019        | Ángel Calvo Crespo (PP)                 |
| 2019 - 2023        | Javier García Muñoz (JPM)               |
| 2023 - Actualmente | Javier García Muñoz (PP)                |

## Festividades

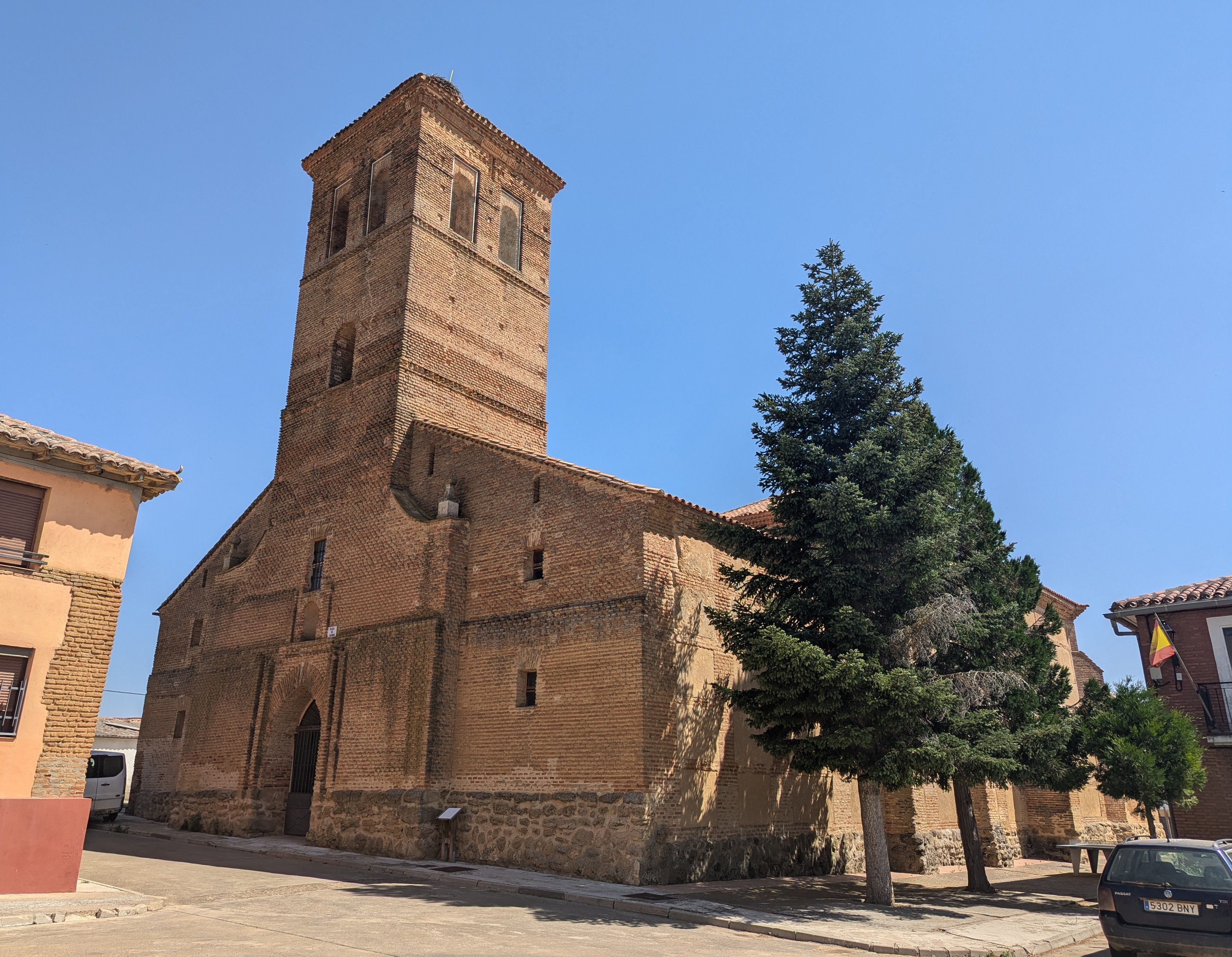
Iglesia de El Salvador

- 1, 2, 3 y 4 de julio: Fiestas patronales de Santa Isabel.
- 27, 28 y 29 de diciembre: San Juan Evangelista.